# Backes skeppshandel

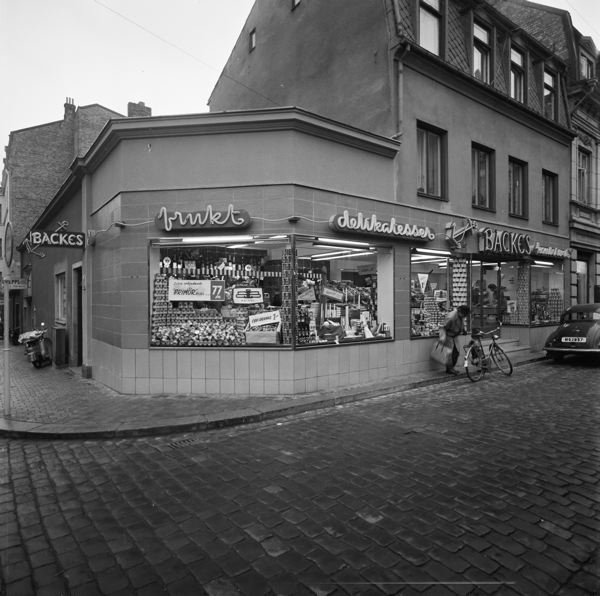
Backes skeppshandel 1958.

Backes skeppshandel var ett företag i Helsingborg som förutom skeppshandel också bedrev detaljförsäljning av kolonialvaror och specerier. Rörelsen startades 1919 av sjökaptenen John Backe och var ursprungligen belägen i en källare på Södra Kyrkogatan. Verksamheten flyttades så småningom till Bruksgatan och från 1944 var den belägen i ett för helsingborgarna mycket välbekant hus i hörnet mellan Bruksgatan och Möllegränden.
Sortimenten ändrades med tiden till att mest omfatta kläder för båtägare och utrustning för småbåtar. I början av 1990-talet flyttade företaget ut till Raus plantering och i början av 2000-talet lades verksamheten helt ner. Det gamla skeppshandlarehuset på Bruksgatan revs 2007. Arkivhandlingar efter Backes skeppshandel – omfattande bland annat stämmoprotokoll, ekonomiska rapporter, korrespondens och pressklipp – förvaras hos Skånes Näringslivsarkiv.